# Act of Honor
Pour l’article homonyme, voir War Pigs (homonymie).
Pour plus de détails, voir Fiche technique et Distribution.
Act of Honor (anglais : War Pigs) est un film de guerre américain, réalisé par Ryan Little, sorti en 2015.

## Synopsis
Une unité d'infanterie de l'armée américaine, connu sous le nom de War Pigs, doit aller derrière les lignes ennemies pour exterminer les nazis, par tous les moyens nécessaires. Le capitaine Hans Picault, un légionnaire français, est chargé de leur enseigner comment les combattre.

## Fiche technique
- Titre original : War Pigs
- Titre français : Act of Honor
- Réalisation : Ryan Little
- Scénario : Adam Emerson, Andrew Kightlinger et Steven Luke Schuetzle
- Dates de sortie en vidéo :
  - France : 5 octobre 2015 (DVD et Blu-ray)

## Distribution
- Luke Goss	: capitaine Jack Wosick
- Dolph Lundgren : capitaine Hans Picault
- Chuck Liddell : sergent McGreevy
- Mickey Rourke : major A. J. Redding
- Javad Ramezan : Jak
- Noah Segan : August Chambers
- Steven Luke Schuetzle : le prédicateur